# United States Immigration and Customs Enforcement
La United States Immigration and Customs Enforcement (ICE) è un'agenzia federale statunitense, parte del Dipartimento della Sicurezza Interna degli Stati Uniti, responsabile del controllo della sicurezza delle frontiere e dell'immigrazione. Ha sede a Washington.

## Descrizione
La missione dell'ICE viene eseguita attraverso l'applicazione di oltre 400 statuti federali e si concentra sulle violazioni doganali, sull'applicazione delle leggi sull'immigrazione, sulla prevenzione del terrorismo e sulla lotta al movimento illegale di persone e merci. ICE ha due componenti primarie e distinte per l'applicazione della legge, Homeland Security Investigations (HSI) e Enforcement and Removal Operations (ERO), oltre a tre divisioni di supporto: Management & Program Administration, Office of Principal Legal Advisor (OPLA) e Office of Professional Responsibility (OPR).
Le operazioni di applicazione e rimozione (ERO), che si occupano principalmente della deportazione e dell'espulsione degli immigrati illegali, sono tra le funzioni più pubbliche e controverse dell'ICE. L'ERO gestisce le strutture di custodia utilizzate per trattenere le persone che sono presenti illegalmente negli Stati Uniti. Negli uffici interni, gli ufficiali dell'ERO conducono principalmente operazioni di applicazione mirate per arrestare gli immigrati coinvolti in gravi attività criminali. 
ICE non pattuglia il confine statunitense, operazione che viene effettuata dalla United States Border Patrol (Polizia di Frontiera degli Stati Uniti), un'unità della United States Customs and Border Protection (Dogana e Polizia di Frontiera degli Stati Uniti).
Il direttore di ICE è Ronald Vitiello, il vicedirettore, che ha anche la funzione di Direttore Associato Esecutivo di HSI, è Peter T. Edge, mentre il direttore associato esecutivo di ERO è Matthew Albence.

## Storia

### Sommosse della California del 2025
Dal 2025 è in corso la protesta negli Stati Uniti contro l'ICE per la politica sui migranti con l'espulsione di massa. A Los Angeles viene schierato ed affincato con la National Guard of the United States per le operazioni anti-migranti. La manifestazione di dissenso si è rafforzata con una mobilitazione di massa avvenuta il 14 giugno (intitolata «No Kings Day»), giorno del 79° compleanno di Donald Trump e del 250° anniversario dell’esercito americano (U.S. Army 250th Anniversary Parade). Migliaia di persone in oltre 2000 città hanno protestato contro le politiche dell'amministrazione federale.